# Pilsens Samlingsparti
Pilsens Samlingsparti (PsP) är ett norskt politiskt parti i Vest-Agder. Partiledare är Terje Larssen.

## Progam
Partiets valprogram består av tio punkter som alla är relaterade till öl, pilsner eller bryggerier. Bland huvudsakerna är lägre alkoholavgifter och ökade tullkvoter, enklare att få utskänkningstillstånd och utökade utskänkningstider, kulturstöd till bryggerier och stopp för ölmonopol.

## Valresultat
Partiet ställde för första gången upp i Stortingsvalet 2005 och fick 65 röster, eller 0,07 % av rösterna i Vest-Agder.